# Birthday Sex
Birthday Sex è il singolo di debutto del cantante R&B Jeremih, pubblicato dall'etichetta discografica Def Jam il 7 aprile 2009.
Il brano ha raggiunto la 4ª posizione di Billboard Hot 100 ed il vertice della classifica Hot R&B/Hip-Hop Songs.
Nel brano il cantante fa uso dell'Auto-Tune.

## Classifiche
| Classifiche (2009)        | Posizione massima |
| ------------------------- | ----------------- |
| Australia                 | 37                |
| Canada                    | 35                |
| Danimarca                 | 21                |
| Europa                    | 58                |
| France                    | 34                |
| Nuova Zelanda             | 33                |
| Regno Unito               | 15                |
| Regno Unito (R&B)         | 8                 |
| Stati Uniti               | 4                 |
| Stati Uniti (R&B/hip-hop) | 1                 |
| Stati Uniti (pop 100)     | 16                |